# Valmet Sniper M86
O Valmet Sniper M86 (também Valmet M86 Sniper e Valmet Sniper) é um fuzil de precisão finlandês projetado pela antiga empresa estatal finlandesa de armas de fogo Valmet. O rifle foi o primeiro e único fuzil de precisão da Valmet e, após a fusão com a Sako em 1986, seu trabalho de desenvolvimento foi a base para as espingardas de precisão Sako TRG. O fuzil foi produzido apenas em pequenos números em 1987 devido à fusão.

## História
A Valmet e as Forças de Defesa Finlandesas (FDF) tentaram desenvolver um fuzil de precisão semiautomático, cujo nome de protótipo era Valmet TAK, durante a década de 1970, com base no fuzil de assalto Valmet RK 71.:112 Os protótipos, porém, não foram satisfatórios e o projeto foi arquivado como um fracasso, embora a Valmet tenha incorporado em seus rifles algumas melhorias desenvolvidas a partir das experiências do projeto TAK.:112 No início da década de 1980, a FDF estava novamente procurando por novas espingardas de precisão no cartucho 7,62×53mmR de propriedade da FDF, para substituir os antigos fuzis de precisão finlandeses M28 Mosin-Nagant, cujo modelo mais recente M28-76 foi empregado como uma medida provisória após o fracasso do TAK.:113 Em 1982, a FDF chegou à conclusão de que nenhum rifle comercial no mercado finlandês é adequado como um rifle de precisão militar 7,62×53R sem modificações distintas na ação,:114 e as principais empresas finlandesas concorrentes de armas de fogo Sako e Tikkakoski (que pertencia à Sako) não estavam interessadas em desenvolver uma espingarda de precisão, especialmente não usando o cartucho 7,62×53R. O apertado cronograma de produção estabelecido pelas Forças de Defesa Finlandesas para o novo programa de fuzil de precisão levou-os a usar mais uma vez a venerável construção Mosin-Nagant, embora fortemente modificada, no TKIV 85, o qual foi montado no Asevarikko 1 ("Arsenal 1") em Kuopio, com grande produção de insumos e peças da Valmet.:114
A Valmet também começou a projetar uma espingarda de precisão completamente do zero por conta própria, o que também foi recomendado por Kari Aro, um major do QG da FDF. A configuração inicial era produzir um fuzil de precisão 7,62×53R; também .300 Winchester Magnum e outras opções em magnum foram planejadas para aumentar o alcance efetivo do fuzil, mas como o objetivo inicial era produzir uma espingarda que a FDF pudesse usar, o desenvolvimento inicial foi centrado no 7,62×53R. Criar um carregador para o 7,62×53R foi problemático, e a Valmet optou por usar um carregador Lahti-Saloranta M/26 modificado para a versão 7,62×53R.
O fuzil de teste revelou-se muito preciso e um pequeno lote foi fabricado para o mercado civil antes da fusão da Sako e da Valmet. Os fuzis produzidos, entretanto, ainda não incorporavam todas as características desenvolvidas durante o desenvolvimento, como a patente do fuzil multicalibre (patente finlandesa nº 72807), que apresentava um bloco de base de alumínio (chassi) ao qual ações de cano de diferentes calibres poderiam então ser alteradas rapidamente. O fuzil produzido deveria ser um fuzil de precisão militar em muitas de suas características.
A ideia do rifle multicalibre foi posteriormente usada por uma pequena empresa finlandesa de armas de fogo, a Pirkan Ase, para desenvolver seus fuzis Lynx TD12 e TD15, bem como uma modificação para o Sako 85. A Sako também adotou um projeto semelhante baseado na patente №72807 para produção em seu Sako M85 Exige.

## Desenho
O desenho principal do rifle apresenta um receptor forjado, no qual um ferrolho de três alças giratório de 60° é travado. A face do ferrolho é grande o suficiente para usar cartuchos de aros grandes, como 7,62×53mmR, e pode ser desmontado sem ferramentas; na parte traseira do ferrolho há também um indicador de armar. O cano de aço forjado com martelo frio de 720mm é calibrado no .308 Winchester com quatro ranhuras de raiamento e um passo de torção de 270mm (1:11") e é rosqueado no receptor. O comprimento total do fuzil é 1210mm e altura de 170mm sem luneta. A Valmet garantiu uma precisão de 0,7 MOA para o fuzil a 100 metros e 1,0 MOA a 500 metros.
O mecanismo de gatilho de dois estágios é derivado dos fuzis de competição de tiro ao alvo Valmet Suomen Leijona e é ajustável entre 0,7 e 2,0kg (7 e 20N) de força. Ambos os estágios e a posição do gatilho são ajustáveis.
O fuzil de produção tinha coronhas de madeira e fibra de vidro disponíveis, com espaçadores para ajustar o comprimento da tração, altura da coronha e uma peça de bochecha totalmente ajustável. A coronha de madeira ou fibra de vidro é fixada em um bloco interno de forração de alumínio, que por sua vez é fixado ao receptor, eliminando a necessidade de usar qualquer massa de forração específica para alojar a coronha no receptor. A peça de bochecha da variante de atirador furtivo é rapidamente ajustável, enquanto a variante de caça possui parafusos ajustáveis por ferramenta. A coronha possui trilhos UIT de alumínio na parte inferior e no lado esquerdo, aos quais é fixada uma tipoia; a variante de caça apresenta cortes leves na parte frontal da coronha.  O carregador também está ausente na variante de competição.
O carregador nos fuzis de produção .308 é um carregador de cofre de alimentação escalonada bifilar de 5 ou 9 cartuchos. Porém, a variante de competição não traz carregador.
Um bipé com inclinação, movimento transversal e basculamento ajustáveis é fixado na extremidade frontal da coronha e dobra-se na parte inferior da coronha quando não estiver em uso.
A montagem da luneta feita pela Valmet é fixada em uma seção em cauda de andorinha no receptor.
A versão sniper possui um freio de boca de câmara única; este tipo de freio de boca também foi testado nos protótipos de rifles TKIV 85. A versão de caça tem a boca descoberta.

## Variantes
- Valmet 7,62 Kiv 85 : a versão protótipo 7,62×53mmR.[1] Não deve ser confundida com o FDF 7,62 TKIV 85, cuja produção também foi feita parcialmente pela Valmet.
- Valmet Sniper M86: a série de produção.
  - Variante de fuzil sniper: a principal variante militar planejada do Valmet Sniper, dos quais apenas 25 foram fabricados. Inclui um freio de boca.
  - Variante de tiro ao alvo: uma variante de tiro único de fuzil de tiro ao alvo sem carregador. Apenas 5 foram feitos.
  - Variante de fuzil de caça: uma versão de caça simplificada da variante de sniper, da qual foram fabricadas cerca de 200 peças. Coronha mais leve, boca lisa sem freio.